# 蒙莫朗西博福尔
蒙莫朗西博福尔（法語：Montmorency-Beaufort，法語發音：[mɔ̃mɔʁɑ̃si bofɔʁ]）是法国奥布省的一个市镇，位于该省东北部，属于奥布河畔巴尔区。

## 地理
蒙莫朗西博福尔（48°29'11"N, 4°33'46"E）面积9.38 平方千米，位于法国大東部大區奥布省，该省份为法国中北部省份，北起马恩省，西接塞纳-马恩省，西南至约讷省，东南至科多尔省，东临上马恩省。
与蒙莫朗西博福尔接壤的市镇（或旧市镇、城区）包括：沙旺日、瓦尔河畔库尔塞勒、昂皮尼、朗斯、瓦朗蒂尼、维勒雷。

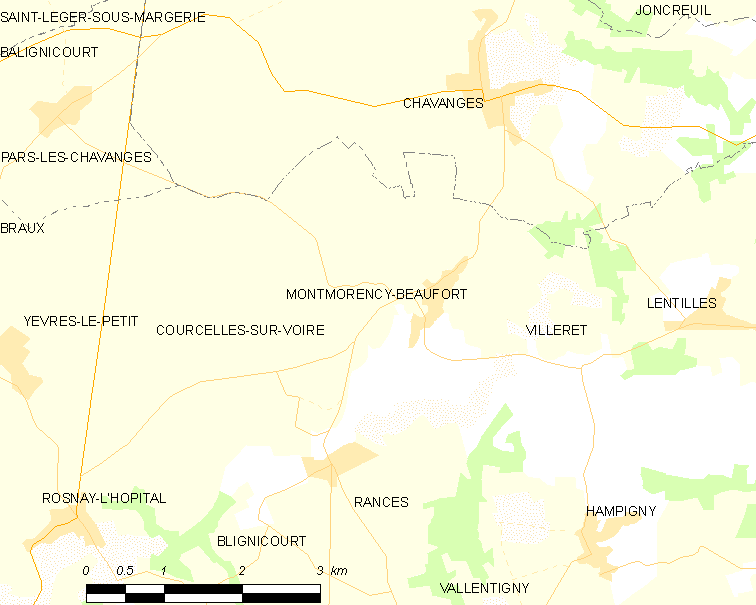
蒙莫朗西博福尔的OSM定位图

蒙莫朗西博福尔的时区为UTC+01:00、UTC+02:00（夏令时）。

## 行政
蒙莫朗西博福尔的邮政编码为10330，INSEE市镇编码为10253。

## 政治
蒙莫朗西博福尔所属的省级选区为布列讷堡县。

## 人口

1962-2008年间蒙莫朗西博福尔人口变化图示

蒙莫朗西博福尔于2022年1月1日时的人口数量为142人。